# Транспортная развязка «Аметьево» (Казань)
Транспортная развязка «Аметьево» — сооружение с двухуровневым автомобильным движением и железнодорожным путепроводом на третьем уровне, находящееся на стыке трёх городских районов Казани — Вахитовского, Приволжского и Советского.

## Территориальное расположение
Данная транспортная развязка расположена к юго-востоку от центральной части Казани, на пересечении проспекта Универсиады, улицы Даурской и Аметьевской магистрали. Она является частью скоростного автомобильного коридора от центра города в сторону аэропорта Казань им. Габдуллы Тукая.

## Особенности конструкции
Транспортная развязка «Аметьево» представляет собой комплекс сооружений, включающий следующие элементы:
- шестиполосный автомобильный путепровод вдоль проспекта Универсиады: длина — 73,7 м; ширина — 30,9 м[2];
- два автомобильных сквозных проезда под путепроводом: основной четырёхполосный по улице Даурской и Аметьевской магистрали; второстепенный однополосный с выездом на продолжение улицы Даурской, поднимающейся к микрорайону Танкодром;
- два выезда на проспект Универсиады (с улицы Даурской и Аметьевской магистрали), три съезда с проспекта Универсиады (на западное направление по улице Даурской, на восточное направление по улице Даурской, на Аметьевскую магистраль) и один съезд с восточного направления улицы Даурской на Аметьевскую магистраль;
- железнодорожный путепровод над проспектом Универсиады: длина — 49,7 м; ширина — 6,8 м[2];
- подземный пешеходный переход под проспектом Универсиады к северу от железнодорожного путепровода.

Общая площадь асфальтобетонного покрытия всей транспортной развязки — 46 828 кв. м.
Фактически частью транспортной развязки также является расположенный рядом с ней и проходящий над улицей Даурской в сторону электродепо «Аметьево» железнодорожный путепровод. Он был введён в строй в январе 2011 года, то есть за два с половиной года до открытия самой транспортной развязки (июнь 2013 года).

## История
Транспортная развязка «Аметьево» была построена в рамках программы модернизации транспортной инфраструктуры Казани, реализованной в период подготовки города к проведению XXVII Всемирной летней Универсиады 2013 года. Она стала одной из 12 запланированных к строительству транспортных развязок (в итоге построили 11).
Данное сооружение было спроектировано ГУП «Татинвестгражданпроект» совместно с Институтом по проектированию дорожного хозяйства «Татдорпроект». Его строительство, начавшееся в августе 2011 года, велось компанией ПСО «Казань».
Автомобильное движение по транспортной развязке началось 23 июня 2013 года в рамках торжественного открытия новой городской магистрали — проспекта Универсиады.

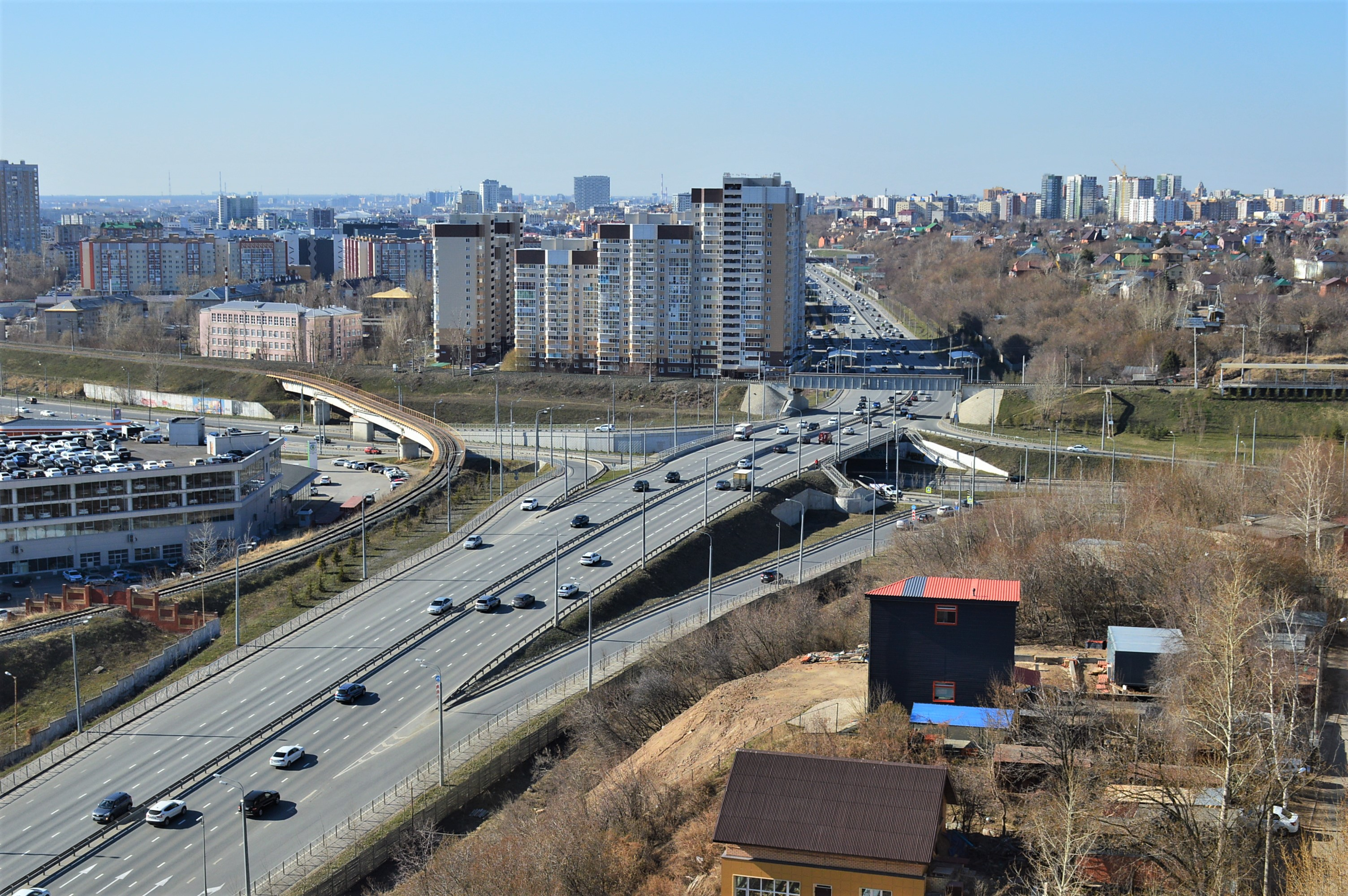
Вид на проспект Универсиады и транспортную развязку «Аметьево» со стороны микрорайона Танкодром (апрель 2021)
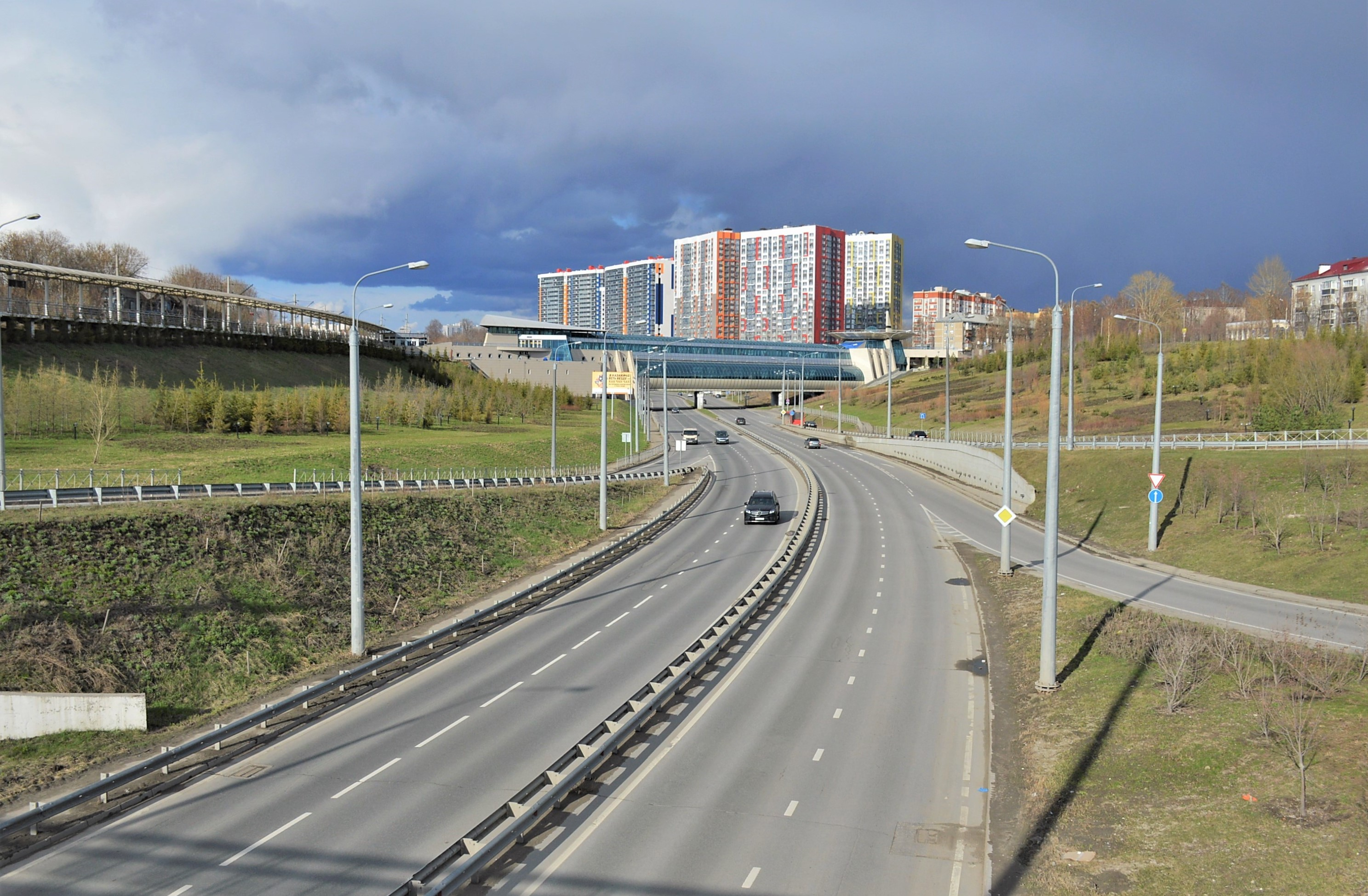
Вид на Аметьевскую магистраль со стороны транспортной развязки «Аметьево» (апрель 2021)
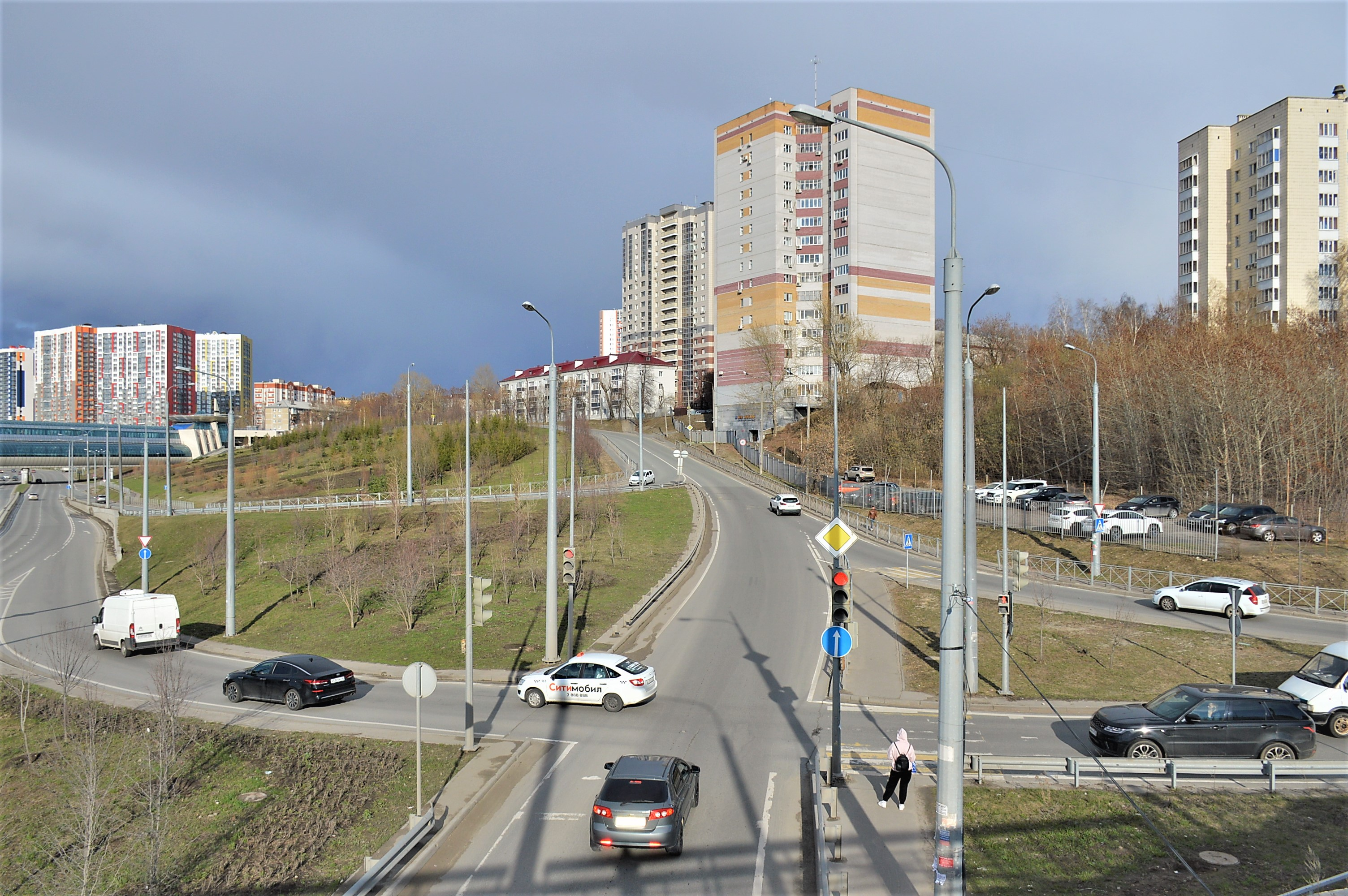
Транспортная развязка «Аметьево»: проезд по улице Даурской к микрорайону Танкодром (апрель 2021)
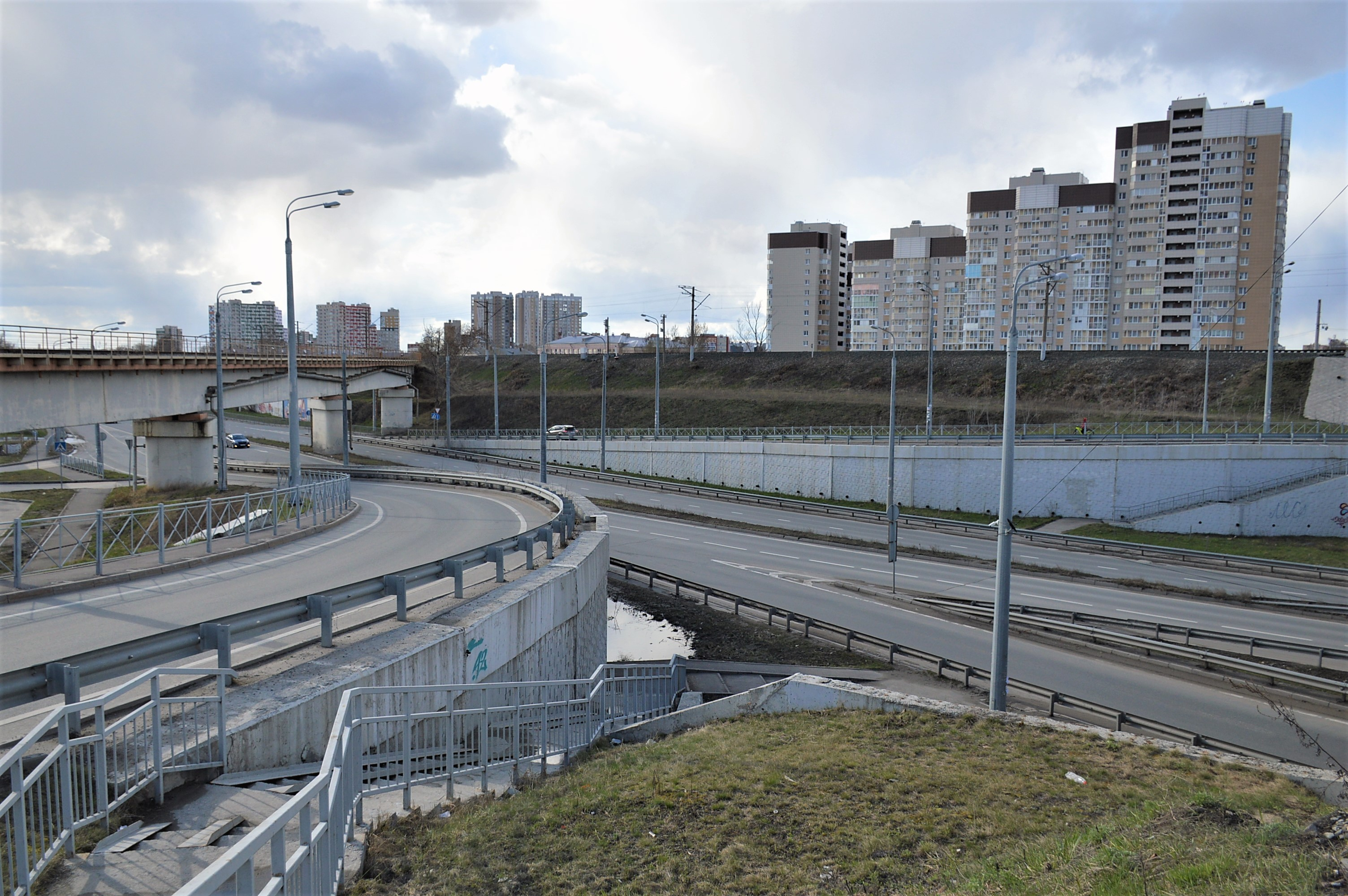
Транспортная развязка «Аметьево»: слева — выезд с улицы Даурской на проспект Универсиады (апрель 2021)
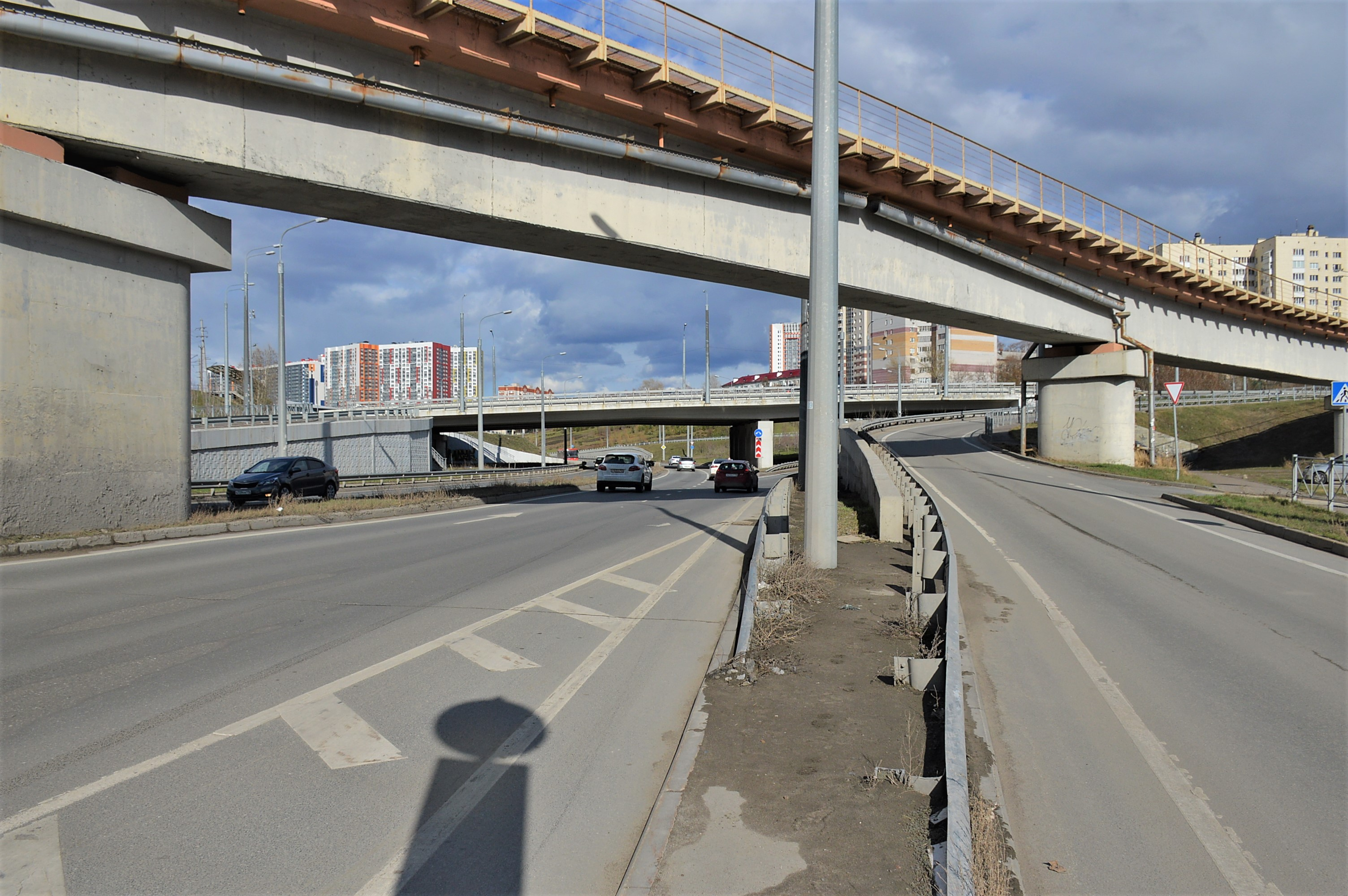
Железнодорожный путепровод к электродепо «Аметьево» у транспортной развязки «Аметьево» (апрель 2021)